# Adobe InDesign
Adobe InDesign — це професійна програма для верстки та макетування, яка може використовуватися для створення постерів, флаєрів, брошур, журналів, газет та книг. Входить до складу Adobe Creative Cloud.

## Історія
InDesign є спадкоємцем Adobe PageMaker, який Adobe придбала, купивши Aldus Corporation наприкінці 1994 року. (Freehand, конкурент Aldus Adobe Illustrator, був проданий Altsys, виробнику Fontographer.) До 1998 року PageMaker втратив значну частину професійного ринку заради компанії, порівняно багатофункціональна версія QuarkXPress 3.3, випущена в 1992 році, і версія 4.0, випущена в 1996 році. У 1999 році Quark оголосив про свою пропозицію купити Adobe і продати об'єднану компанію PageMaker, щоб уникнути проблем відповідно до антимонопольного законодавства США. Adobe відхилила пропозицію Quark і продовжила розробку нового настільного видавничого додатка. Aldus розпочав розробку наступника PageMaker, який отримав кодову назву «Shuksan». Пізніше Adobe назвала проєкт «K2», а Adobe випустила InDesign 1.0 у 1999 році.
Adobe запустила InDesign у Великій Британії через серію рекламних презентацій у готелях. Маркетинг був зосереджений на новій архітектурі програмного забезпечення — невеликому центральному програмному ядрі (близько 2 Мб), до якого будуть прикріплені додатки в міру розширення функціональних можливостей програми в наступних версіях. Однак драйвер принтера Postscript для InDesign 1.0 був зовнішньою програмою, яка часто виникала з проблемами пошкодження, що вимагало періодичної переінсталяції. Копії InDesign 1.5 зазвичай роздавали, коли було виявлено, що необхідно виправити безліч помилок. У InDesign 2.0 темпераментний драйвер принтера був вбудований в основне програмне забезпечення. Архітектура «ядра» більше ніколи не згадувалася.
InDesign був першим настільним програмним забезпеченням Mac OS X для настільних видавництв (DTP). З третьою основною версією, InDesign CS, Adobe розширила поширення InDesign, об'єднавши його з Adobe Photoshop, Adobe Illustrator і Adobe Acrobat в Adobe Creative Suite.
InDesign експортує документи у форматі Adobe Portable Document Format (PDF) і підтримує кілька мов. Це була перша програма DTP, яка підтримувала набори символів Unicode, розширену типографіку зі шрифтами OpenType, розширені функції прозорості, стилі макета, оптичне вирівнювання полів і міжплатформне скриптування за допомогою JavaScript.
Пізніші версії програмного забезпечення представили нові формати файлів. Для підтримки нових функцій, особливо друкарських, запроваджених в InDesign CS, програма та формат її документа не мають зворотної сумісності. Натомість InDesign CS2 представив формат INX (.inx), представлення документа на основі XML, щоб забезпечити зворотну сумісність із майбутніми версіями. Версії InDesign CS, оновлені оновленням 3.1 квітня 2005 р., можуть читати файли, збережені в InDesign CS2, експортовані у формат .inx. Формат InDesign Interchange не підтримує версії раніше, ніж InDesign CS. З InDesign CS4 Adobe замінила INX на мову розмітки InDesign (IDML), інше представлення документів на основі XML.
Adobe працювала над наданням функції «Drag and Drop», і вона стала доступною після 2004 року, але обмежувалася відкиданням графіки та зображень, а не тексту. Adobe розробила InDesign CS3 (і Creative Suite 3) як універсальне двійкове програмне забезпечення, сумісне з рідними комп'ютерами Intel і PowerPC Mac у 2007 році, через два роки після оголошеного графіка на 2005 рік, що створювало незручності раннім користувачам комп'ютерів Mac на базі Intel. Генеральний директор Adobe Брюс Чізен оголосив, що «Adobe буде першим з повною лінійкою універсальних програм». Версія CS2 для Mac мала код, тісно інтегрований в архітектуру PPC, і несумісний із процесорами Intel на нових машинах Apple, тому перенести продукти на іншу платформу було складніше, ніж очікувалося. Adobe розробила програму CS3, яка інтегрувала продукти Macromedia (2005), а не перекомпілювала CS2 й одночасно розробляла CS3. До цього часу став доступним тип «Drag and Drop».

## Версії
InDesign — професійна програма верстки фірми Adobe для комп'ютерів з операційною системою Windows і комп'ютерів Macintosh. Програма InDesign все частіше використовується на етапі додрукарської обробки видання.
- InDesign 1.0 — 16 серпня 1999;
- InDesign 1.5 — початок 2001;
- InDesign 2.0 — січень 2002 (декілька днів перед QuarkXPress 5);
- InDesign CS (3.0) — жовтень 2003;
- InDesign CS2 (4.0) — травень 2005;
- InDesign Server  — жовтень 2005;
- InDesign CS3 (5.0)
- InDesign CS3 Server  — травень 2007;
- InDesign CS4 (6.0)  — жовтень 2008;
- InDesign CS4 Server;
- InDesign CS5 (7.0)  — квітень 2010;
- InDesign CS5.5 (7.5)  — квітень 2011;
- InDesign CS6 (8.0)  — 23 квітня 2012;
- InDesign CC (9.2)  — 15 січня 2014;
- InDesign CC 2014 (10)  — 18 червня 2014.
- InDesign CC 2015 (11)  — 15 червня 2015.
- InDesign CC 2015.4 — 20 листопада 2016;
- InDesign CC 2017 — 2 листопада 2016.